# Tongre-Saint-Martin
Tongre-Saint-Martin (en wallon Tongue-Sint-Mårtén) est une section de la commune belge de Chièvres, située en Région wallonne dans la province de Hainaut. La commune fusionna en 1970 avec Chièvres pour former la nouvelle commune de Chièvres. Lors de la fusion des communes de 1977, Chièvres fusionna avec d'autres communes avoisinantes pour former le Grand Chièvres.
A Tongre-St-Martin il y a une variété de pomme la Beurré Durondeau qui a été découverte par M. Durondeau qui avait sa brasserie à Tongre-St-Martin ce qui est très rare pour un village.

## Toponymie
Tungres, 1118; Tongra, 1119, 1147; Tongre Saint Martin, ll86.

## Géographie
Tongre-Saint-Martin est situé à 7 km d'Ath, à 22 km de Mons, à 2 km de Chièvres et de Tongre-Notre-Dame. Son altitude est de 57 mètres au seuil de l'église.
Sa superficie est de 249 hectares. Le sol est argileux et sablonneux et permet l'agriculture. Un cours d'eau draine le territoire, la Hunelle, affluent de la Dendre.

## Évolution démographique
- Sources : INS, Rem. : 1831 jusqu'en 1970 = recensements, 1976 = nombre d'habitants au 31 décembre.

## Histoire
Ce village était primitivement la paroisse-mère de Tongre-Notre-Dame. Dès 1138, on trouve deux « Tongre » ; mais ce ne fut qu'en 1525 qu'on en fit deux paroisses distinctes.
La localité fait partie de la châtellenie d'Ath et du diocèse de Cambrai.
Mais à Tongre-Saint-Martin il y a eu une chose extraordinaire comme un miracle la Vierge-Marie est apparue dans ce village et cela fut la réputation du village de Tongre-Saint-Martin pendant longtemps comme lieu d'apparition de la Vierge-Marie mais normalement la paroisse de Tongre-Saint-Martin devait couvrir les 2 Tongres mais grâce à Tongre-Saint-Martin le village voisin de Tongre-Notre-Dame est né est à cause de cette commune le village de Tongre-Saint-Martin est effacé et oublié de tout le monde mais des gens vivant à 25 km de Tongre-Saint-Martin.

## Patrimoine et culture

### Patrimoine architectural
L'église de style classique porte le millésime de l719. L'ancienne seigneurie appartenait, au XVe siècle, à la famille de Namur, devint ensuite la propriété de la famille Rifflard et du comte de Trazegnies, à la fin du XVIIIe siècle. Cette église a été désacralisée en 2009 car elle n'était plus assez fréquentée.